# Företagsledning
En företagsledning eller ledningsgrupp är en grupp tillsatt av ett företags styrelse som utövar verkställande makt.
Ledningen leds av en verkställande direktör VD är i allmänhet en grupp av individer på den högsta nivån i organisationen som har det dagliga ansvaret att sköta företaget. De håller specifika verkställande befogenheter med stöd av bolagsstyrelsen. Det finns oftast en högre ansvarsnivå, som till exempel en bolagsstyrelse och de som äger företaget (aktieägarna), men de fokuserar på att hantera de övergripande och strategiska områdena i stället för dag-till-dag aktiviteter i verksamheten. Den verkställande ledningen består vanligtvis av cheferna för företagets produkt och / eller geografiska enheter och av funktionella chefer som ekonomichef, operativ chef och strategichef. I mindre företag kan vd och ägare vara samma person och i de minsta aktiebolagen är denna vanligen även styrelsens ordförande.

## Några exempel på titlar i en företagsledning
- Verkställande direktör (engelska: Chief Executive Officer - CEO)
- Finansdirektör eller Ekonomichef (engelska: Chief Financial Officer - CFO)
- IT-direktör eller IT-chef (engelska: Chief Information Officer – CIO eller Chief Technology Officer - CTO)
- Marknadschef (engelska: Marketing Manager, Marketing Director, Vice President Marketing, Head of Marketing eller Chief Marketing Officer - CMO eller Chief Digital Officer - CDO)
- Verksamhetsansvarig eller operativt ansvarig (engelska: Chief Operating Officer - COO)
- Personaldirektör (engelska: Chief human resources officer - CHRO)